# مسجد إبراهيم
مسجد إبراهيم هو مسجد في ياو ما تيه في هونغ كونغ التابعة اداريا لجمهورية الصين الشعبية، يعد مسجد إبراهيم المسجد السادس والأخير الذي بني في هونغ كونغ، ويدار المسجد من قبل اتحاد الرفاه المتحدة في هونغ كونغ.

## التاريخ
في شهر مارس من عام 2011، اقتربت مجموعة مسلمة بواسطة الحكومة للحصول على أرض لبناء مسجد، وعرضت قطعة ارض من قبل الحكومة لمدة عام واحد ولكن تم رفض العرض، وحددت بدلا من ذلك موقع في طريق هوي وان لتصبح أكثر ملاءمة، وفي يوم العشرين من شهر سبتمبر من عام 2012  وافقت وزارة الأراضي وتم تسليم الموقع لجمعية الرعاية المتحدة والاتحاد الإسلامي في هونغ كونغ في الأول من شهر فبراير من عام 2013، وبدأ بناء المسجد في يوليو من عام 2013، وقد أنجز المسجد وافتتح في يوم الرابع والعشرين من شهر نوفمبر من عام 2013 .

## العمارة
المسجد له العديد من التسهيلات مثل غرفة الوضوء ومخزن وغرفة اجتماعات ومكتب للإمام.

## وسائل النقل
مسجد إبراهيم يمكن الوصول إليه على مسافة قريبة من محطة جنوب غرب ياو ما تيه من قطار النقل الجماعي في هونغ كونغ.